# Tratamos demasiado bien a las mujeres
Tratamos demasiado bien a las mujeres es una película hispanofrancesa de comedia negra dirigida por Clara Bilbao en su ópera prima y escrita por Miguel Barros, basada en la novela francesa de 1947 On est toujours trop bon avec les femmes de Raymond Queneau. Está protagonizada por Carmen Machi y Antonio de la Torre. Se estrenó en cines españoles el 15 de marzo de 2024, con distribución de Filmax.

## Trama
Un día de otoño de 1945, un grupo de maquis a la fuga tiene la mala idea de tomar la estafeta donde Remedios Buendía (Carmen Machi), ilusionada, se prueba su vestido de novia. Como resultado, Remedios demostrará hasta donde puede llegar defendiendo sus valores.

## Reparto
- Carmen Machi como Remedios Buendía
- Antonio de la Torre como Doce
- Luis Tosar como Antonio
- Isak Ferriz como Bocas
- Óscar Ladoire como Soria
- Julián Villagrán como Julián
- Diego Anido como Anton
- Felipe Pirazán como Niño
- Ayax Pedrosa como Heredia
- Nicolas Grandhomme como Raymond
- Cris Iglesias como Aurora
- Oleg Kricunova como Ruso
- Camilo Rodríguez como Mister
- Gonzalo de Castro como Aguado
- Iván Marcos como Canguelo
- Juan Luis Cano
- Juan Luis Pérez como Sorolla[2]
- Josele Santiago como Chispas[2]

## Producción
En enero de 2023, la CRTVG anunció su participación en seis nuevos proyectos de largometraje impulsados por productoras gallegas, entre los que se incluía la coproducción francesa Tratamos demasiado bien a las mujeres, la cual estaría dirigida por Clara Bilbao. Basada en la novela francesa On est toujours trop bon avec les femmes de Raymond Queneau, el rodaje comenzó a finales de marzo de 2023 en Galicia, con Carmen Machi y Antonio de la Torre de protagonistas. La escuela de la parroquia de San Simón da Costa fue utilizada para el rodaje de la película.

## Lanzamiento y marketing
El 28 de noviembre de 2023, Filmax anunció que Tratamos demasiado bien a las mujeres se estrenaría en cines españoles el 15 de marzo de 2024.

## Recepción

### Taquilla
En su primera semana, Tratamos demasiado bien a las mujeres se estrenó en 131 cines, coincidiendo principalmente con los estrenos de Imaginary, El clan de hierro y Radical, entre otras cintas.

### Crítica
Tratamos demasiado bien a las mujeres ha recibido críticas generalmente positivas por parte de los críticos. Ekaitz Ortega de Hobby Consolas le dio a la película un 62 de 100, describiéndola como "una obra curiosa en nuestro panorama cinematográfico", diciendo de su trama que "exige dejarse llevar y no plantearse la coherencia narrativa si el espectador desea divertirse, que es el fin mismo de la película" y añadiendo que sus 93 minutos de duración "van pasando con agilidad", además de elogiar las interpretaciones, sobre todo la de Carmen Machi, y sus valores técnicos, aunque criticó que la cinta "vaga entre géneros y al terminar el visionado es evidente la sensación de que no encajan todas las piezas". Oti Rodríguez Marchante de ABC le dio a la película tres estrellas de cinco, diciendo que "hay un buen trabajo de adaptación [de] la novela de Raymond Queneau" y que "conserva [...] algo de ese espíritu surrealista con gotas valleinclanescas de Queneau y el humor negruzco y chirriante de su obra", y añadiendo de su presentación de personajes que "tiene algo de tebeo", aunque lamentó que "no hay auténtica intriga y los conflictos que se plantean son forzados o de carril". Jesús Usero de AcciónCine también le dio tres estrellas de cinco, escribiendo que "no todo es perfecto [...] pero sin duda es una película más que interesante de ver" y describiendo la película como "un relato divertido y disparatado, lleno de ironía y mala uva", y de la dirección dijo que Clara Bilbao "tiene madera de excelente directora", aunque lamentó que "la historia acaba resintiéndose".
Furanu de Moviementarios describió la cinta como "[una] comedia negra que demuestra que por fin estamos madurando y conviviendo con las heridas que algunos no dejan que terminen de sanar" y que "subvierte los tópicos del cine circunciso a la Guerra Civil [...] es un título muy diferente al resto", concluyendo que "un discurso sobre la mezquindad, el odio, la manipulación y la violencia que no nos descubre nada nuevo, pero que emplea al menos una perspectiva diferente". Pablo Úrbez de FilaSiete le dio a la cinta tres estrellas de cinco, describiéndola como "una obra difícilmente clasificable: asistimos a un esperpento bélico, donde el humor negro, cierta melancolía poética y una fina parodia de los códigos del terror conforman un cóctel tan explosivo como las granadas lanzadas desde la estafeta de Correos" y diciendo que los personajes que "destilan ironía, humor absurdo, situaciones grotescas y, por supuesto, una aguda reflexión acerca del sinsentido de la guerra", además de añadir que "conviene destacar el arduo esfuerzo de producción [...] y el hábil manejo de la puesta en escena". Irene Abecia Navarro de Cinemagavia fue algo más negativa, dándole a la película un 5.5 de 10, describiendo la cinta como "una peculiar forma de abordar aquella triste contienda [la Guerra Civil española] que enfrentó a dos bandos irreconciliables" y destacando en particular a los personajes de Isak Ferriz, Óscar Ladoire y Antonio de la Torre, además de añadir que "quisiera reivindicar un feminismo surrealista en una mezcla de géneros difícil de clasificar", concluyendo que "a veces, las buenas intenciones no alcanzan buenos resultados" y que "[aunque] el magnifico elenco [...] salva esta esperpéntica película, y no es calificativo negativo [...] una sensación de falta de chispa al finalizar de visionarla es lo que queda en el espectador".
Otros críticos fueron aún más positivos. Sergio F. Pinilla de Cinemanía le dio a la película cuatro estrellas y media de cinco, describiéndola como una "suculenta comedia negra que se ambienta en los estertores de la Guerra Civil Española" y diciendo que "se mueve de forma grácil entre el retrato naturalista y la alegoría terrorífica, aprovechando la variedad de registros de un reparto coral en estado de gracia [...] y un inmejorable diseño de producción". Noé R. Rivas de Mindies dijo de la inerpretación de Carmen Machi que "no solo cautiva, sino que desafía los límites de la actuación convencional" y del resto de actores que "aportan capas de complejidad a sus respectivos personajes", además de describir la dirección de Clara Bilbao como "audaz y arriesgada, mezclando géneros y estilos con una maestría sorprendente", aunque también le achacó a la cinta que "el tono oscila entre lo cómico y lo trágico de manera abrupta" y que "la mezcla de géneros puede resultar abrumadora para algunos, dificultando el seguimiento de la trama principal", concluyendo que es "no dejará indiferente a nadie, y es precisamente esa capacidad de provocar reacciones intensas lo que la convierte en una experiencia cinematográfica inolvidable". PJ Martínez de Historia del Cine le dio a la cinta cuatro estrellas de cinco, diciendo que el largometraje es "entretenido y dentro de lo que cabe, está bien en todos sus aspectos" y destacando el arco de los maquis, diciendo que "[su] melancolía [...] es el punto fuerte de la cinta con estos caracteres y lo que permite empatizar más con ellos" y que "son un retrato desolador y melancólico de los guerrilleros antifranquistas", aunque también criticó que "empieza fuerte, pero va perdiendo fuerza para el final y sobre todo las últimas escenas, que descolocan con todo lo anterior y deja a uno extrañado del sentido de lo que acaba de ver". Mario Hernández de mundoCine le dio a la película cuatro estrellas de cinco, escribiendo que "lo más impresionante de esta historia es [...] la figura empoderada del personaje de Carmen Machi" y que las interacciones y diálogos de los personajes de los maquis "esconden una crítica antibelicista de lo más mordaz", además de decir de su elenco que "se complementa a la perfección, dejando en la gran pantalla muestras de la gran dirección de actores que demuestra Clara [Bilbao]" y del guion que "es capaz de intercalar secuencias de acción sangrientas que parecen sacadas de la filmografía del mismísimo Tarantino con momentos de introspección moral que invita al espectador a reflexionar sobre el pasado y presente de la nación", concluyendo que la cinta "se erige como una introspectiva comedia bélica cargada de ese humor mordaz que tan famoso hizo al cine de Berlanga".
Sin embargo, el largometraje también ha recibido críticas negativas. Carmen Puyó de Heraldo de Aragón le dio a la película dos estrellas de cinco, describiéndola como "una historia coral que es, también, una apuesta bastante arriesgada" y diciendo que "si por algo destaca y mucho es por la acertada elección de un reparto muy valioso", pero criticó el guion, diciendo que "resulta algo deslavazado, en el que se incluyen una serie de secuencias bastante mal construidas [y] algunos diálogos pobres y con una falta evidente de dominio cuando se trata de ofrecer un trabajo coral", concluyendo que "demuestra el poder de los grandes actores". Francisco Griñán de Diario Sur también le dio dos estrellas de cinco, escribiendo que la película "no le falta estilo y originalidad" y describiendo su puesta en escena como "formidable", pero lamentó que "acaba resultando una gran ensalada de géneros e influencias" y que su relato es "disperso [y] pierde fuerza y no termina de encajar sus piezas". Víctor A. Gómez de La Opinión de Málaga escribió que "a la cinta le cuesta encontrar, y mucho, su tono, que se arrastra con cierto compás mortecino y apagadete" y que "es una pena que [...] tarde tanto en coger la velocidad y el tono adecuados, porque cuando lo hace resulta un artefacto saludablemente perversillo y molón", concluyendo que Machi "sí interpreta a la perfección la película que yo tengo en mi cabeza [...] la que verán ustedes, insisto y ya lo siento, me da que no les resultará tan divertida". Juan Luis Sánchez de deCine21.com le dio a la película un 2 de 10, agradeciendo que "no se cebe con el revisionismo habitual de este tipo de producciones", pero la comparó negativamente con las cintas clásicas La vaquilla y Amanece, que no es poco, diciendo que "las comparaciones resultan odiosas" y que "aquí no se ha encontrado ni un solo hallazgo valioso, por lo que da vergüenza ajena desde el primer minuto", concluyendo que "la realizadora puede dar las gracias del cariño que la tienen en la profesión, pues en caso contrario jamás habrían aceptado filmar un libreto tan poco afortunado actores de la talla de Carmen Machi".